# ماري لوري ديلي
ماري لوري ديلي (بالفرنسية: Marie-Laure Delie)‏ هي لاعبة كرة قدم فرنسية في مركز الهجوم ولدت في يوم 29 يناير 1988 في بلدة فيلييه لي بيه في فرنسا، تلعب حالياً مع نادي باريس سان جيرمان وسبق لها اللعب مع نادي مونبلييه، بدأت باللعب مع منتخب فرنسا لكرة قدم السيدات ويبلغ طولها 172 سم.

## روابط خارجية
- ماري لوري ديلي على موقع الاتحاد الدولي (مؤرشف)  (الإنجليزية)
- ماري لوري ديلي على موقع الاتحاد الأوربي (الإنجليزية)
- ماري لوري ديلي على موقع قاعدة بيانات كرة القدم.إي يو (الإنجليزية)
- ماري لوري ديلي على موقع ليكيب (الفرنسية)
- ماري لوري ديلي على موقع Soccerway.com (الإنجليزية)
- ماري لوري ديلي على موقع أوليمبيديا (الإنجليزية)
- ماري لوري ديلي على موقع اللجنة الأولمبية الفرنسية (مؤرشف) (الفرنسية)